# Cratere Talvikki
Talvikki  è un cratere sulla superficie di Venere.